# Municipio de Allison (condado de Osceola)
El municipio de Allison (en inglés: Allison Township) es un municipio ubicado en el condado de Osceola en el estado estadounidense de Iowa. En el año 2010 tenía una población de 151 habitantes y una densidad poblacional de 1,62 personas por km².

## Geografía
El municipio de Allison se encuentra ubicado en las coordenadas 43°23′12″N 95°26′47″O / 43.38667, -95.44639. Según la Oficina del Censo de los Estados Unidos, el municipio tiene una superficie total de 93.23 km², de la cual 93,23 km² corresponden a tierra firme y (0 %) 0 km² es agua.

## Demografía
Según el censo de 2010, había 151 personas residiendo en el municipio de Allison. La densidad de población era de 1,62 hab./km². De los 151 habitantes, el municipio de Allison estaba compuesto por el 99,34 % blancos, el 0,66 % eran afroamericanos. Del total de la población el 1,99 % eran hispanos o latinos de cualquier raza.